# EP u hokeju na travi za žene 2005., razred Trophy
Europsko prvenstvo u hokeju na travi za žene 2005., drugog jakosnog razreda, razreda "Trophy",  se održalo u Azerbajdžanu, u Bakuu.

## Sudionice
Sudionice su: Wales, Rusija, Poljska, Litva, Italija, Bjelorusija, Belgija i Azerbajdžan.

## Konačna ljestvica
| Mj. | Država      |
| --- | ----------- |
| 1.  | Azerbajdžan |
| 2.  | Italija     |
| 3.  | Rusija      |
| 4.  | Belgija     |
| 5.  | Bjelorusija |
| 6.  | Litva       |
| 7.  | Wales       |
| 8.  | Poljska     |

Azerbajdžan i Italija su izborili promicanje u viši natjecateljski razred.
Wales i Poljska su ispale u niži natjecateljski razred, te će nastupiti na EP-u 2007. u trećem jakosnom natjecateljskom razredu.